# Чачалака
Чачалака (Ortalis) — рід куроподібних птахів родини краксових (Cracidae). Включає 16 видів. Поширені в Південній і Центральній Америці, та у південних штатах США.

## Назва
Родова назва Ortalis походить від давньогрецького слова όρταλις, що означає «домашня курка». Вернакулярна назва «чачалака» походить від дієслова мовою науатль «chachalaca», що означає «балакати».

## Види
- Чачалака східна (Ortalis vetula)
- Чачалака сіроголова (Ortalis cinereiceps)
- Чачалака рудокрила (Ortalis garrula)
- Чачалака рудогуза (Ortalis ruficauda)
- Чачалака рудоголова (Ortalis erythroptera)
- Чачалака рудогруда (Ortalis wagleri)
- Чачалака західна (Ortalis poliocephala)
- Чачалака бура (Ortalis canicollis)
- Чачалака білочерева (Ortalis leucogastra)
- Чачалака колумбійська (Ortalis columbiana)
- Чачалака цяткована (Ortalis guttata)
- Чачалака східнобразильська (Ortalis araucuan)
- Чачалака луската (Ortalis squamata)
- Чачалака мала (Ortalis motmot)
- Чачалака бразильська (Ortalis ruficeps)
- Чачалака світлоброва (Ortalis superciliaris)